# Gerichtsbezirk Eibiswald
Der Gerichtsbezirk Eibiswald war ein dem Bezirksgericht Eibiswald unterstehender Gerichtsbezirk im Bundesland Steiermark. Der Gerichtsbezirk umfasst den südlichen Teil des politischen Bezirks Deutschlandsberg und wurde 2002 dem Gerichtsbezirk Deutschlandsberg zugeschlagen. 

## Geschichte
Der Gerichtsbezirk Eibiswald wurde durch eine 1849 beschlossene Kundmachung der Landes-Gerichts-Einführungs-Kommission geschaffen. Er umfasste ursprünglich die 18 Gemeinden Aibel, Eibiswald, Feisternitz, Gaßelsdorf, Jagernigg, Kleinradl, Kornriegl, Limberg, Oberhardt, Oberlatein, Pitschgau, St. Oswald, St. Peter, St. Ulrich bei Eibiswald, Stammeregg, Sterglegg, Vordersdorf und Wies.
Der Gerichtsbezirk Eibiswald bildete im Zuge der Trennung der politischen von der judikativen Verwaltung
ab 1868 gemeinsam mit den Gerichtsbezirken Deutschlandsberg und Stainz den Bezirk Deutschlandsberg.
Der Gerichtsbezirk umfasste 1910 eine Fläche von 199,11 km²,
per 1. Jänner 1928 wurden dem Gerichtsbezirk Eibiswald zudem die bei Österreich verbliebenen Teile des Gerichtsbezirks Mahrenberg mit der Gemeinde Soboth, den neu errichteten Gemeinden Laaken und Rothwein sowie das der Gemeinde Stammeregg zugewiesene Teilstück der Katastralgemeinde Heiligendreikönig der ehemaligen Gemeinde Oberfeising zugewiesen.
Dadurch wuchs der Gerichtsbezirk um rund 51 km² an.
Nach dem Anschluss Österreichs 1939 wurde das Gericht in Amtsgericht Eibiswald umbenannt und war nun dem Landgericht Graz nachgeordnet. Ab dem 15. Juni 1943 war der Geschäftsbetrieb des Amtsgerichtes Eibiswald auf den einer Geschäftsstelle des Amtsgerichtes Deutschlandsberg eingeschränkt, 1945 erhielt das Gericht wieder den Namen Bezirksgericht und seinen vollen Kompetenzumfang.
Durch die Neuordnung der Gerichtsbezirke 2002 wurde der Gerichtsbezirk Eibiswald per 1. Juli 2002 aufgelöst und das Gebiet dem Gerichtsbezirk Deutschlandsberg zugeschlagen.

## Gerichtssprengel
Der Gerichtssprengel umfasste zum Zeitpunkt seiner Auflösung mit den zwölf Gemeinden Aibl, Eibiswald, Großradl, Limberg bei Wies, Pitschgau, Pölfing-Brunn, St. Oswald ob Eibiswald, Soboth, Sulmeck-Greith, Wernersdorf, Wielfresen und Wies den südlichen Bereich des Bezirkes Deutschlandsberg.